# 北站体育场
北站体育场，原为天津河北体育场，是一座位于中国天津市河北区的体育场，始建于1934年，建成时曾为中华民国南京国民政府时期华北地区第一座现代化的体育场。2011年4月底，北站体育场开始进行拆迁。

## 历史
1934年，天津市准备举办第18届华北运动会，在时任中华民国河北省教育厅厅长的主持下，张伯苓、董守义、章辑五等176人组成了第18届华北运动会筹备委员会，张伯苓和其他50人任常务委员。此后，第18届华北运动会筹备委员会利用天津市政府的26万元拨款和河北省政府的20万元拨款兴建北站体育场，其余款项用于招待运动员和华北运动会工作人员。天津河北体育场建成后占地面积为20万平方米、建筑面积为4.5万平方米，体育场的看台设有18级台阶，为马蹄形的水泥钢筋建筑。在当时，天津河北体育场可容纳3万余名观众，场内设施包括甬道、田径赛场、国术场等多种运动场地，此外，场内还设有无线电播音和电报装置。

## 承办赛事
- 1934年，第18届华北运动会

## 相关链接
- 天津北站